# Al Amal
Al Amal est un parti politique tunisien fondé en 2012 sous le nom de Parti El Watani Ettounsi (arabe : الحزب الوطني التونسي), ou Parti national tunisien.
Il s'agit initialement d'une coalition de onze partis politiques, qui se séparent progressivement dans le courant de l'année 2012. Relancé en 2018, le parti est renommé Al Amal sous la direction de Selma Elloumi l'année suivante.

## Historique
Le Parti El Watani Ettounsi ou Parti Al Watani Ettounsi (arabe : الحزب الوطني التونسي), soit Parti national tunisien, est orignellement une coalition politique fondée le 29 janvier 2012 de la fusion de onze partis pour la plupart apparentés à la mouvance destourienne :
- Al Watan Al Horr ;
- Parti de l'avenir ;
- Parti réformiste destourien ;
- Parti libre destourien tunisien démocratique ;
- Voix du Tunisien ;
- Alliance pour la Tunisie ;
- Union populaire républicaine ;
- Mouvement progressiste tunisien ;
- Mouvement de la Tunisie nouvelle ;
- Parti de l'unité et de la réforme ;
- Parti nationaliste tunisien ;

Logo du parti fondé en 2012.

La formation se définit comme « une plateforme de rencontres de sensibilités et référentiels politiques différents rassemblés autour du projet moderniste tunisien initié par le mouvement réformiste et enrichi de l'apport des élites tunisiennes avant et après la naissance de la Tunisie indépendante ».
Sahbi Basly, dirigeant du Parti de l'avenir, est chargé du poste de coordinateur, la présidence étant collégiale.
Lancée officiellement le 20 mars, cette coalition cesse d'exister de facto après la décision de sept de ses membres — Al Watan Al Horr, le Parti de l'unité et de la réforme, l'Union populaire républicaine, la Voix du Tunisien, le Mouvement progressiste tunisien, l'Alliance pour la Tunisie et le Parti nationaliste tunisien — de rejoindre L'Initiative et celle du Parti de l'avenir (qui a fusionné en décembre 2011 avec le Parti réformiste destourien) de rejoindre la coalition destourienne.
En décembre 2018, un parti portant le même nom est enregistré sous la présidence de Sofien Ben Sghir. En juillet 2019, transfuge de Nidaa Tounes, Selma Elloumi prend la tête du parti, qui prend alors le nom d'Al Amal. Celle-ci est candidate à l'élection présidentielle du 15 septembre 2019. Le parti participe également aux législatives du 6 octobre.
En septembre 2020, Al Amal absorbe le Mouvement démocrate d'Ahmed Néjib Chebbi. Chebbi devient par la suite président de sa commission politique.
Le 26 avril 2022, dans le contexte de la crise politique, Ahmed Néjib Chebbi annonce la formation d'un Front de salut national composé de partis et mouvements tels que Ennahdha, Au cœur de la Tunisie, la Coalition de la dignité, Hizb el-Harak, Al Amal ainsi que des groupes de « citoyens contre le coup d'État » pour s'opposer au président Kaïs Saïed.

## Résultats électoraux

### Élections législatives
| Année     | Voix                  | %                     | Rang                  | Sièges                | Gouvernements         |
| --------- | --------------------- | --------------------- | --------------------- | --------------------- | --------------------- |
| 2019      | 26 196                | 0,91 %                | 20e                   | 0 / 217               | Extra-parlementaire   |
| 2022-2023 | Boycott de l'élection | Boycott de l'élection | Boycott de l'élection | Boycott de l'élection | Boycott de l'élection |

### Élections présidentielles
| Année | Candidat              | Voix                  | %                     | Résultat              |                       |
| ----- | --------------------- | --------------------- | --------------------- | --------------------- | --------------------- |
| 2019  | Selma Elloumi         | 5 093                 | 0,15                  | 22e                   |                       |
| 2024  | Boycott des élections | Boycott des élections | Boycott des élections | Boycott des élections | Boycott des élections |